# Jan Letzel
Jan Letzel (9 de abril de 1880 – 26 de diciembre de 1925) fue un arquitecto checo, famoso por construir la cúpula genbaku.

## Biografía

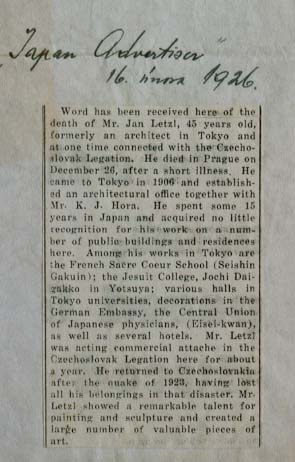
Obituario del arquitecto.

Jan Letzel nació en la ciudad de Náchod, Bohemia. Era el hijo del propietario de hotel Jan Letzel y de su esposa Walburga Letzel (su apellido de soltera era Havlicek). 

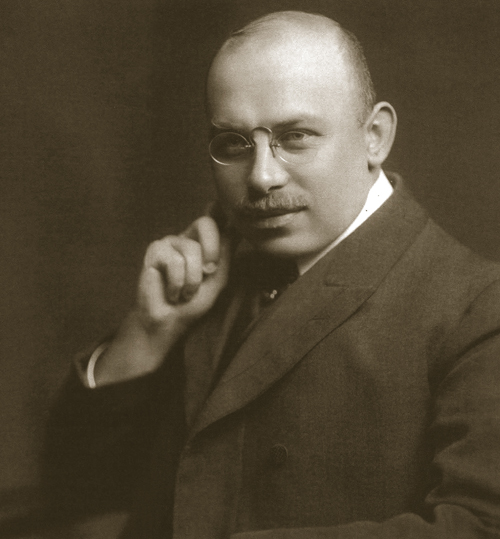
Retrato del arquitecto.

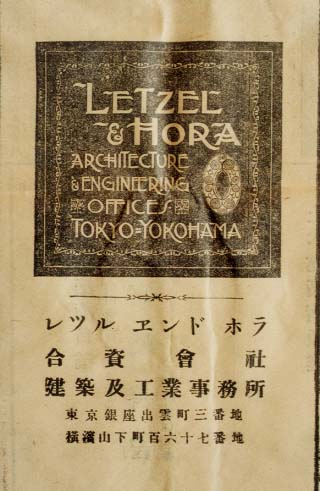
Folleto publicitario del estudio Letzel and Hora.

Tras finalizar su preparación en el departamento de construcción de la escuela vocacional superior, en 1899 pasó a ocupar un puesto de asistente en el departamento de ingeniería civil de la escuela de ingeniería civil del estado en Pardubice. En 1901 ganó una beca para estudiar arquitectura en la escuela de artes aplicadas de Praga, donde estudió tres años bajo las órdenes del legendario arquitecto checo Jan Kotěra, uno de los fundadores de la arquitectura checa moderna, en 1902 y 1903 realizó viajes de estudios a Bohemia, Dalmacia, Montenegro y Herzegovina, se graduó en 1904. 
De junio de 1904 a agosto de 1905, trabajó en la compañía de arquitectura “Quido Bělský”, en Praga. En esas fechas diseñó y construyó un sanatorio y un pabellón de estilo Art Nouveau en Mšené-lázně. En octubre de 1905 trabajó durante una temporada en El Cairo, a las órdenes de Fabrizio Bajá, arquitecto de la corte del virrey egipcio.
En la primavera de 1907 regresó a Praga, tras visitar Roma, Milán, Venecia y otras ciudades italianas. Su siguiente trabajo fue en Japón. Tras una breve estancia en Praga y Nachod, en 1907 llegó a Tokio, para trabajar en la oficina de Yokohama del estudio de arquitectura del prestigioso arquitecto francés George DeLalande.
En 1910, junto con su amigo y compatriota Karl Horan, fundó el estudio de arquitectura Letzel and Hora Co., Lid., con oficinas en Yokohama y Tokio. En los siguientes años diseñará unos 40 edificios, incluyendo la escuela francesa Sacre Coeur, el colegio jesuita, la embajada alemana, palacios administrativos, templos, algunos hoteles y edificios de oficinas. Su estilo Art Nouveau tardío, que incluye elementos de la cultura japonesa tiene mucho éxito y su utilización del hormigón proporciona una notable resistencia a los edificios frente a terremotos. 
En esta etapa obtiene cierto éxito profesional, Envía cartas a su maestro Jan Kotera mostrando su satisfacción por su éxito y adopta a una niña de 5 años, Hanna Mahit, que posteriormente envía a estudiar a Estados Unidos.
Su obra más famosa es el gran edificio de la cámara de comercio e industria japonesa en Hiroshima, conocido hoy como “Monumento de la Paz de Hiroshima”, con un estilo que combina neo-barroco y art deco. El paisaje de Hiroshima, por aquel entonces, estaba dominado por edificios de dos plantas de madera, por lo que, debido a su considerable tamaño, el edificio de la cámara de comercio pronto se convirtió en una referencia en el paisaje de la ciudad. El edificio ganó posteriormente notoriedad por ser la estructura más cercana al Hipocentro de la explosión atómica de Hiroshima que no fue completamente destruido, y que fue reutilizado, aún en ruinas, como el Monumento de la Paz de Hiroshima, conocido como Cúpula Genbaku (原爆ドーム Genbaku Dōmu?) o Cúpula de la Bomba Atómica por los japoneses
Jan Letzel murió 20 años antes de poder ver su edificio más famoso transformado en memorial. 
Cuando su socio Karl Horan regresó a Bohemia en 1913, Letzel creó su propio estudio, primero con un socio y luego en solitario, en 1915 tuvo que dejar su trabajo debido a la Primera Guerra Mundial. En 1918, Checoslovaquia se convirtió en un país independiente y en 1919 Letzel recibió el puesto de agregado comercial en la embajada Checoslovaca en Tokio, representando los intereses comerciales de su país en Japón. En marzo de 1920 regresó a casa durante unos meses para retornar posteriormente a su puesto de agregado comercial.
En noviembre de 1922, viajó a Japón una vez más, poco después pudo ver como muchos de sus edificios fueron destruidos durante el Gran terremoto de Kantō (1 de septiembre de 1923), uno de los más graves de la historia de Japón, que segó la vida de más de 100.000 personas. Profundamente decepcionado y habiendo perdido los bienes que poseía en Japón, en 1923, volvió a Praga, padeciendo tras su regreso una grave enfermedad mental y muriendo allí, dos años después, a la edad de 45 años, ingresado en un sanatorio, abandonado por familia y amigos, tras una breve enfermedad.

## Reconocimientos y legado
En el año 2000, su ciudad natal, Náchod, conmemoró el 120 aniversario de su nacimiento con eventos relacionados con la arquitectura, dedicando el año a su figura. Una compañía de televisión Japonesa (NHK), grabó en colaboración con la televisión Checa un documental sobre su vida. 
Desgraciadamente, debido al Gran terremoto de Kantō, a tifones y a la guerra, no quedan en pie muchos de sus edificios, sin embargo, actualmente su figura despierta cierto interés por ser el autor del memorial de la paz de Hiroshima. Todavía quedan algunas muestras notables de su obra y aún se descubren otras de menor entidad como por ejemplo una lápida funeraria de su autoría encontrada en 2009 en el cementerio central de Brno.

## Algunas obras
|                                                   |
| Ruinas del Edificio para la exposición Comercial. |

|                                              |
| El edificio poco después de su construcción. |

|                                         |
| El edificio cuando aún estaba en obras. |

|                                                  |
| Gran Hotel Europa, Letzel realizó la decoración. |

|                                              |
| Hotel Matsushima, obra de "Letzel and Hora". |

|                                                               |
| Escuela de mujeres tal y como era antes de desaparecer (1909) |

|                                                                 |
| Puerta de la escuela, lo único que queda del edificio original. |

|                                                 |
| Hotel Oriental de Kobe, en parte obra de Letzel |

|                                |
| Pabellón Dvorana (Mšené-lázně) |